# Béthune
Béthune /beˈtyn/ (in piccardo Bétunne, in fiammingo Betun) situato nella ex provincia di Artois, è un comune francese di 26 623 abitanti situato nel dipartimento del Passo di Calais nella regione dell'Alta Francia. Si trova a 186 chilometri a nord di Parigi (circa 2 ore e mezzo), a 73 km a sud-est di Calais (90 minuti) e 33 chilometri a ovest di Lilla (40 minuti).
Béthune è un antico centro carbonifero (adesso Tecnoparco Futura), il comune è iscritto dall'UNESCO come Patrimonio Mondiale dell'Umanità. Distrutta quasi completamente dai bombardamenti, fu ricostruita fedelmente tra il 1920 e il 1930 per ridarle il suo originario aspetto di molti secoli fa. L'aeroporto di Lilla Lesquin è quello più vicino.

## Monumenti
Béthune è una città ricca di un patrimonio architettonico e storico. Nella sua grande piazza pavimentata si erge un campanile (in francese beffroi) del XIV secolo di 41 metri (133 gradini) e 36 campane che suonano ogni ora, dal quale si può vedere il confine con il Belgio.
A 15 km da Béthune si trova il castello di Beaulieu del XV secolo.

## Società

### Evoluzione demografica
Abitanti censiti

## Amministrazione

### Gemellaggi
- Hastings, dal 1966
- Schwerte, dal 1990

## Letteratura
A Béthune è ambientato un capitolo di I tre moschettieri di Alexandre Dumas.